# Emotion & Commotion
Emotion & Commotion es el décimo álbum de estudio del guitarrista británico Jeff Beck, publicado por Atco Records en 2010. Contó con la colaboración de las cantantes Imelda May, Joss Stone y Olivia Safe, y debutó en la posición número 11 de la lista de éxitos Billboard 200.

## Lista de canciones
| N.º | Título                                  | Duración |  |
| 1.  | «Corpus Christi Carol»                  | 2:40     |  |
| 2.  | «Hammerhead»                            | 4:15     |  |
| 3.  | «Never Alone»                           | 4:22     |  |
| 4.  | «Over the Rainbow»                      | 3:10     |  |
| 5.  | «I Put a Spell on You» (con Joss Stone) | 2:59     |  |
| 6.  | «Serene» (con Olivia Safe)              | 6:05     |  |
| 7.  | «Lilac Wine» (con Imelda May)           | 4:44     |  |
| 8.  | «Nessun Dorma»                          | 2:56     |  |
| 9.  | «There's No Other Me» (con Joss Stone)  | 4:05     |  |
| 10. | «Elegy for Dunkirk» (con Olivia Safe)   | 5:03     |  |

## Créditos
- Jeff Beck – guitarra
- Joss Stone – voz
- Imelda May – voz
- Olivia Safe – voz
- Jason Rebello – teclados
- Pete Murray – teclados
- Vinnie Colaiuta – batería, percusión
- Clive Deamer – batería
- Earl Harvin – batería
- Alessia Mattalia – batería
- Luís Jardim – percusión
- Chris Bruce – bajo
- Pino Palladino – bajo
- Tal Wilkenfeld – bajo